# École pour l'informatique et les techniques avancées
La École pour l'informatique et les techniques avancées (Escuela de computación y de técnicas avanzadas, también conocida como EPITA) es una escuela de ingenieros de Francia. Está emplazada en Le Kremlin-Bicêtre y Villejuif, en la región parisiense. También es miembro del IONIS Education Group. Forma principalmente ingenieros en computación de muy alto nivel, destinados principalmente para el empleo en las empresas.

## Historia
La Escuela fue fundada en 1984 por Patrice Dumoucel. En 1994, IONIS Education Group compró la escuela.